# Ein Hund, zwei Koffer und die ganz große Liebe
Ein Hund, zwei Koffer und die ganz große Liebe ist ein deutscher Fernsehfilm des Regisseurs Oliver Dommenget aus dem Jahr 2005. Dieser Film ist eine romantische Komödie.

## Handlung
Die Dekorateurin Isabelle vertauscht aus Versehen Koffer mit dem Geschäftsmann Daniel. In dessen Koffer waren leider wertvolle Entwürfe für das Schmuckgeschäft seiner Mutter, die er unbedingt wiederbekommen muss. Als er sich den Koffer zurückholen will, frisst Isabelles Hund die Entwürfe. Isabelle hilft Daniel, mehr Farbe in sein Leben zu bringen, und im Austausch dafür bringt er ihr alles bei, was sie wissen muss, um eine seriöse Geschäftsfrau zu werden, damit sie ihren eigenen Laden eröffnen kann. Keiner von beiden weiß, dass Isabelles Ex die Entwürfe bei einem Wettbewerb eingereicht hat und dementsprechend viele Missverständnisse entstehen auch, als Isabelle den Hauptgewinn abräumt.

## Ausstrahlung
Der Film wurde am 25. Oktober 2005 um 20:15 Uhr auf Sat.1 als Eigenproduktion ausgestrahlt. Es sahen insgesamt 4,34 Millionen Zuschauer bei einem Marktanteil von 13,1 Prozent zu. In der werberelevanten Zielgruppe waren es 2,29 Millionen Zuschauer bei 16,5 Prozent Marktanteil.

## Kritiken
Andre Röhner wurde für seine Hauptrolle gelobt, aber auch Nebenfiguren verkörpert durch Ilja Richter und Elena Uhlig begeisterten durch ihre überzeugend gespielten Charaktere.

„Bemühte (Fernseh-)Beziehungskomödie voller Verwechslungen und Verwicklungen, die vor allem auf die vertrauten Klischees des Genres setzt.“